# ماری تالیونی
ماری تاگلیونی یا تالیونی (ایتالیایی: Marie Taglioni; ۲۳ آوریل ۱۸۰۴ – ۲۲ آوریل ۱۸۸۴) رقصنده، بالرین و رقص‌پرداز اهل ایتالیا بود. او بین سال‌های ۱۸۲۴ تا ۱۸۴۷ میلادی فعالیت می‌کرد و از مهم‌ترین چهره‌های تاریخ رقص اروپا و از تحسین‌شده‌ترین رقصنده‌های بالهٔ رمانتیک به‌شمار می‌رود.
ماری در تئاتر هِر مَجِستی لندن و باله اپرای پاریس بیش از هرجای دیگر درخشید. او را به‌عنوان نخستین بالرینی که رقص نوک‌پا (en pointe) را درحد کمال اجرا کرده می‌شناسند، هرچند صحت این موضوع به اثبات نرسیده است.